# SourceForge
SourceForge là một dịch vụ dựa trên web cung cấp cho các nhà phát triển phần mềm một hệ thống trực tuyến tập trung để kiểm soát và quản lý các dự án phần mềm miễn phí và nguồn mở. Nó cung cấp kho lưu trữ mã nguồn, theo dõi lỗi, theo dõi và lưu trữ tải xuống để cân bằng tải, wiki cho tài liệu, danh sách gửi thư của nhà phát triển và người dùng, diễn đàn hỗ trợ người dùng, đánh giá và xếp hạng do người dùng viết, bản tin mới, blog vi mô cho thông tin dự án xuất bản cập nhật và các tính năng khác.
SourceForge là một trong những trang web đầu tiên cung cấp dịch vụ này miễn phí cho các dự án nguồn mở. Từ năm 2012, trang web đã chạy trên phần mềm Apache Allura. SourceForge cung cấp quyền truy cập miễn phí vào lưu trữ và các công cụ cho các nhà phát triển phần mềm tự do/ nguồn mở.
Tính đến tháng 3 năm 2014, kho lưu trữ SourceForge tuyên bố sẽ lưu trữ hơn 430.000 dự án và có hơn 3,7 triệu người dùng đã đăng ký. Theo một khảo sát của Compete.com, tên miền sourceforge.net đã thu hút ít nhất 33 triệu khách truy cập vào tháng 8 năm 2009.

## Lịch sử
SourceForge cũng chính là một phần mềm mã nguồn mở và được phân phối qua phiên bản mẫu thế hệ 2.5. Ngoài ra, SourceForge cũng được bán với giấy phép thương mại với tên hiệu là SourceForge Enterprise Edition. Nền tảng của SourceForge bắt nguồn từ một dự án mã nguồn mở GNU tên là Savane. Sau đó, tới phiên SourceForge cũng được dùng làm nền tảng cho GForge, một hệ thống quản lý quá trình phát triển phần mềm khác. Lúc khởi đầu, SourceForge Enterprise Edition được hãng phần mềm VA Software phân phối. Vào ngày 24 tháng 4 năm 2007, phần mềm SourceForge Enterprise Edition được hãng CollabNet mua lại.
Từ SourceForge thường được dùng để chỉ mạng SourceForge. Mạng SourceForge được hãng OSTG, Inc duy trì và cũng là nơi phần mềm SourceForge được dùng để quản lý các dự án mã nguồn mở.

## Tranh cãi
Một số cách thực tiễn kiếm tiền của SourceForge đã gặp phải sự chỉ trích của các nhà phát triển và người dùng cuối.
Từ giữa năm 2013 SourceForge đã giới thiệu một chương trình có tên DevShare, cung cấp cho các dự án một cách kiếm tiền từ các bản tải xuống của họ bằng cách tải xuống tùy chọn bao gồm các lời nhắc để người dùng tải xuống phần mềm bổ sung không phải là một phần của dự án. Phản ứng tiêu cực của cộng đồng đối với chương trình hợp tác đã dẫn đến việc xem xét chương trình, dù sao cũng đã mở ra cho tất cả các dự án SourceForge vào ngày 7 tháng 2 năm 2014. Chương trình đã bị hủy bởi chủ sở hữu mới BIZX, LLC vào ngày 9 tháng 2 năm 2016;  vào ngày 17 tháng 5 năm 2016, họ tuyên bố rằng họ sẽ quét tất cả các dự án để tìm phần mềm độc hại và hiển thị cảnh báo khi tải xuống.